# E3 Saxo Classic 2025
E3 Saxo Classic 2025 – 67. edycja wyścigu kolarskiego E3 Saxo Classic, która odbyła się 28 marca 2025 na liczącej ponad 208 kilometrów trasie wokół Harelbeke. Impreza kategorii 1.UWT była częścią UCI World Tour 2025.

## Uczestnicy

### Drużyny
| WorldTeams (18)- Alpecin-Deceuninck - Arkéa-B&B Hotels - XDS Astana Team - Bahrain-Victorious - Cofidis - Decathlon AG2R La Mondiale Team - EF Education-EasyPost - Groupama-FDJ - Ineos Grenadiers - Intermarché-Wanty - Lidl-Trek - Movistar Team - Red Bull-BORA-hansgrohe - Soudal Quick-Step - Team Picnic-PostNL - Team Jayco AlUla - Team Visma \| Lease a Bike - UAE Team Emirates XRG ProTeams (7)- Israel-Premier Tech - Lotto - Q36.5 Pro Cycling Team - Team Flanders-Baloise - Team TotalEnergies - Tudor Pro Cycling Team - Uno-X Mobility |
| |

### Lista startowa
| Alpecin-Deceuninck ADC                  | Alpecin-Deceuninck ADC     | Alpecin-Deceuninck ADC |
| --------------------------------------- | -------------------------- | ---------------------- |
| Nr                                      | Kolarz                     | Miejsce                |
| 1                                       | Mathieu van der Poel (NED) | 1.                     |
| 2                                       | Tobias Bayer (AUT)         | DNF                    |
| 3                                       | Xandro Meurisse (BEL)      | 49.                    |
| 4                                       | Juri Hollmann (GER)        | DNF                    |
| 5                                       | Silvan Dillier (SUI)       | DNF                    |
| 6                                       | Oscar Riesebeek (NED)      | 127.                   |
| 7                                       | Gianni Vermeersch (BEL)    | 16.                    |
| Dyrektor sportowy : Christoph Roodhooft |                            |                        |

| UAE Team Emirates XRG UAD         | UAE Team Emirates XRG UAD   | UAE Team Emirates XRG UAD |
| --------------------------------- | --------------------------- | ------------------------- |
| Nr                                | Kolarz                      | Miejsce                   |
| 11                                | Florian Vermeersch (BEL)    | 24.                       |
| 12                                | Filippo Baroncini (ITA)     | DNF                       |
| 13                                | Mikkel Bjerg (DEN)          | 51.                       |
| 14                                | António Morgado (POR)       | 33.                       |
| 15                                | Juan Sebastián Molano (COL) | DNF                       |
| 16                                | Nils Politt (GER)           | 18.                       |
| 17                                | Tim Wellens (BEL)           | 8.                        |
| Dyrektor sportowy : Marco Marcato |                             |                           |

| Team Visma \| Lease a Bike TVL        | Team Visma \| Lease a Bike TVL | Team Visma \| Lease a Bike TVL |
| ------------------------------------- | ------------------------------ | ------------------------------ |
| Nr                                    | Kolarz                         | Miejsce                        |
| 21                                    | Wout van Aert (BEL)            | 15.                            |
| 22                                    | Edoardo Affini (ITA)           | 78.                            |
| 23                                    | Tiesj Benoot (BEL)             | 20.                            |
| 24                                    | Julien Vermote (BEL)           | DNF                            |
| 25                                    | Matteo Jorgenson (USA)         | 9.                             |
| 26                                    | Dylan van Baarle (NED)         | 65.                            |
| 27                                    | Tosh Van der Sande (BEL)       | 129.                           |
| Dyrektor sportowy : Arthur Van Dongen |                                |                                |

| Soudal Quick-Step SOQ           | Soudal Quick-Step SOQ   | Soudal Quick-Step SOQ |
| ------------------------------- | ----------------------- | --------------------- |
| Nr                              | Kolarz                  | Miejsce               |
| 31                              | Luke Lamperti (USA)     | 39.                   |
| 32                              | Louis Vervaeke (BEL)    | DNF                   |
| 33                              | Gil Gelders (BEL)       | DNF                   |
| 34                              | Casper Pedersen (DEN)   | 4.                    |
| 35                              | Pepijn Reinderink (NED) | 80.                   |
| 36                              | Jordi Warlop (BEL)      | DNF                   |
| 37                              | Dries Van Gestel (BEL)  | DNF                   |
| Dyrektor sportowy : Iljo Keisse |                         |                       |

| Intermarché-Wanty IWA              | Intermarché-Wanty IWA           | Intermarché-Wanty IWA |
| ---------------------------------- | ------------------------------- | --------------------- |
| Nr                                 | Kolarz                          | Miejsce               |
| 41                                 | Biniam Girmay (ERI)             | 22.                   |
| 42                                 | Vito Braet (BEL)                | 31.                   |
| 43                                 | Hugo Page (FRA)                 | 74.                   |
| 44                                 | Jonas Rutsch (GER)              | 53.                   |
| 45                                 | Roel van Sintmaartensdijk (NED) | DNF                   |
| 46                                 | Adrien Petit (FRA)              | DNF                   |
| 47                                 | Taco van der Hoorn (NED)        | 128.                  |
| Dyrektor sportowy : Dimitri Claeys |                                 |                       |

| XDS Astana Team XAT                 | XDS Astana Team XAT      | XDS Astana Team XAT |
| ----------------------------------- | ------------------------ | ------------------- |
| Nr                                  | Kolarz                   | Miejsce             |
| 51                                  | Aaron Gate (NZL)         | 112.                |
| 52                                  | Jewgienij Fiodorow (KAZ) | 13.                 |
| 53                                  | Michele Gazzoli (ITA)    | 43.                 |
| 54                                  | Matteo Malucelli (ITA)   | DNF                 |
| 55                                  | Alessandro Romele (ITA)  | DNS                 |
| 56                                  | Mike Teunissen (NED)     | 10.                 |
| 57                                  | Davide Toneatti (ITA)    | 48.                 |
| Dyrektor sportowy : Laurenzo Lapage |                          |                     |

| Bahrain Victorious TBV           | Bahrain Victorious TBV    | Bahrain Victorious TBV |
| -------------------------------- | ------------------------- | ---------------------- |
| Nr                               | Kolarz                    | Miejsce                |
| 61                               | Matej Mohorič (SLO)       | DNF                    |
| 62                               | Alberto Bruttomesso (ITA) | DNF                    |
| 63                               | Roman Ermakov (RUS)       | 103.                   |
| 64                               | Kamil Gradek (POL)        | 92.                    |
| 65                               | Vlad Van Mechelen (BEL)   | 35.                    |
| 66                               | Robert Stannard (AUS)     | 38.                    |
| 67                               | Fred Wright (GBR)         | 109.                   |
| Dyrektor sportowy : Michał Gołaś |                           |                        |

| Red Bull-Bora-Hansgrohe RBH       | Red Bull-Bora-Hansgrohe RBH | Red Bull-Bora-Hansgrohe RBH |
| --------------------------------- | --------------------------- | --------------------------- |
| Nr                                | Kolarz                      | Miejsce                     |
| 71                                | Laurence Pithie (NZL)       | 73.                         |
| 72                                | Gianni Moscon (ITA)         | DNF                         |
| 73                                | Filip Maciejuk (POL)        | 95.                         |
| 74                                | Mick van Dijke (NED)        | 81.                         |
| 75                                | Sam Welsford (AUS)          | DNF                         |
| 76                                | Oier Lazkano (ESP)          | DNF                         |
| 77                                | Tim van Dijke (NED)         | 19.                         |
| Dyrektor sportowy : Roger Hammond |                             |                             |

| Cofidis COF                          | Cofidis COF             | Cofidis COF |
| ------------------------------------ | ----------------------- | ----------- |
| Nr                                   | Kolarz                  | Miejsce     |
| 81                                   | Aimé De Gendt (BEL)     | 7.          |
| 82                                   | Clément Izquierdo (FRA) | 82.         |
| 83                                   | Oliver Knight (GBR)     | 113.        |
| 84                                   | Jan Maas (NED)          | 97.         |
| 85                                   | Eddy Finé (FRA)         | DNF         |
| 86                                   | Sam Maisonobe (FRA)     | 71.         |
| 87                                   | Ludovic Robeet (BEL)    | 132.        |
| Dyrektor sportowy : Thierry Marichal |                         |             |

| Decathlon-AG2R La Mondiale DAT    | Decathlon-AG2R La Mondiale DAT        | Decathlon-AG2R La Mondiale DAT |
| --------------------------------- | ------------------------------------- | ------------------------------ |
| Nr                                | Kolarz                                | Miejsce                        |
| 91                                | Oliver Naesen (BEL)                   | 12.                            |
| 92                                | Dries De Bondt (BEL)                  | 50.                            |
| 93                                | Sander De Pestel (BEL)                | 66.                            |
| 94                                | Oscar Chamberlain (AUS)               | 98.                            |
| 95                                | Pierre Gautherat (FRA)                | 26.                            |
| 96                                | Rasmus Søjberg Pedersen (DEN) (szosa) | 96.                            |
| 97                                | Aurélien Paret-Peintre (FRA)          | 62.                            |
| Dyrektor sportowy : Julien Jurdie |                                       |                                |

| EF Education-EasyPost EFE         | EF Education-EasyPost EFE | EF Education-EasyPost EFE |
| --------------------------------- | ------------------------- | ------------------------- |
| Nr                                | Kolarz                    | Miejsce                   |
| 101                               | Owain Doull (GBR)         | 44.                       |
| 102                               | Vincenzo Albanese (ITA)   | 36.                       |
| 103                               | Madis Mihkels (EST)       | 88.                       |
| 104                               | Jack Rootkin-Gray (GBR)   | 106.                      |
| 105                               | Harry Sweeny (AUS)        | 63.                       |
| 106                               | Neilson Powless (USA)     | 64.                       |
| 107                               | Max Walker (GBR)          | 126.                      |
| Dyrektor sportowy : Andreas Klier |                           |                           |

| Groupama-FDJ GFC                     | Groupama-FDJ GFC        | Groupama-FDJ GFC |
| ------------------------------------ | ----------------------- | ---------------- |
| Nr                                   | Kolarz                  | Miejsce          |
| 111                                  | Stefan Küng (SUI)       | 6.               |
| 112                                  | Lewis Askey (GBR)       | 75.              |
| 113                                  | Sven Erik Bystrøm (NOR) | 123.             |
| 114                                  | Johan Jacobs (SUI)      | 40.              |
| 115                                  | Olivier Le Gac (FRA)    | DNF              |
| 116                                  | Valentin Madouas (FRA)  | 17.              |
| 117                                  | Clément Russo (FRA)     | 114.             |
| Dyrektor sportowy : Frédéric Guesdon |                         |                  |

| Ineos Grenadiers IGD             | Ineos Grenadiers IGD | Ineos Grenadiers IGD |
| -------------------------------- | -------------------- | -------------------- |
| Nr                               | Kolarz               | Miejsce              |
| 121                              | Filippo Ganna (ITA)  | 3.                   |
| 122                              | Tobias Foss (NOR)    | 125.                 |
| 123                              | Bob Jungels (LUX)    | 54.                  |
| 124                              | Connor Swift (GBR)   | 77.                  |
| 125                              | Joshua Tarling (GBR) | 60.                  |
| 126                              | Ben Turner (GBR)     | DNF                  |
| 127                              | Samuel Watson (GBR)  | 76.                  |
| Dyrektor sportowy : Ian Stannard |                      |                      |

| Lidl-Trek LTK                    | Lidl-Trek LTK             | Lidl-Trek LTK |
| -------------------------------- | ------------------------- | ------------- |
| Nr                               | Kolarz                    | Miejsce       |
| 131                              | Mads Pedersen (DEN)       | 2.            |
| 132                              | Tim Declercq (BEL)        | DNF           |
| 133                              | Alex Kirsch (LUX)         | 52.           |
| 134                              | Toms Skujiņš (LAT)        | 11.           |
| 135                              | Jasper Stuyven (BEL)      | 5.            |
| 136                              | Tim Torn Teutenberg (GER) | 131.          |
| 137                              | Mathias Vacek (CZE)       | DNF           |
| Dyrektor sportowy : Grégory Rast |                           |               |

| Movistar Team MOV                    | Movistar Team MOV         | Movistar Team MOV |
| ------------------------------------ | ------------------------- | ----------------- |
| Nr                                   | Kolarz                    | Miejsce           |
| 141                                  | Iván García Cortina (ESP) | 25.               |
| 142                                  | Mathias Norsgaard (DEN)   | 90.               |
| 143                                  | Jon Barrenetxea (ESP)     | 59.               |
| 144                                  | Carlos Canal (ESP)        | 28.               |
| 145                                  | Iván Romeo (ESP)          | DNF               |
| 146                                  | Lorenzo Milesi (ITA)      | 89.               |
| 147                                  | Gonzalo Serrano (ESP)     | 91.               |
| Dyrektor sportowy : Jürgen Roelandts |                           |                   |

| Team Picnic-PostNL TPP          | Team Picnic-PostNL TPP    | Team Picnic-PostNL TPP |
| ------------------------------- | ------------------------- | ---------------------- |
| Nr                              | Kolarz                    | Miejsce                |
| 151                             | Alexander Edmondson (AUS) | 117.                   |
| 152                             | Enzo Leijnse (NED)        | 119.                   |
| 153                             | Niklas Märkl (GER)        | DNF                    |
| 154                             | Julius van den Berg (NED) | 70.                    |
| 155                             | Tim Naberman (NED)        | DNF                    |
| 156                             | Kevin Vermaerke (USA)     | DNF                    |
| 157                             | Bram Welten (NED)         | 118.                   |
| Dyrektor sportowy : Rudie Kemna |                           |                        |

| Team Jayco AlUla JAY              | Team Jayco AlUla JAY   | Team Jayco AlUla JAY |
| --------------------------------- | ---------------------- | -------------------- |
| Nr                                | Kolarz                 | Miejsce              |
| 161                               | Michael Matthews (AUS) | 27.                  |
| 162                               | Robert Donaldson (GBR) | 100.                 |
| 163                               | Jasha Sütterlin (GER)  | DNF                  |
| 164                               | Patrick Gamper (AUT)   | 102.                 |
| 165                               | Jelte Krijnsen (NED)   | 94.                  |
| 166                               | Kelland O’Brien (AUS)  | 84.                  |
| 167                               | Max Walscheid (GER)    | 93.                  |
| Dyrektor sportowy : Mathew Hayman |                        |                      |

| Arkéa-B&B Hotels ARK                  | Arkéa-B&B Hotels ARK  | Arkéa-B&B Hotels ARK |
| ------------------------------------- | --------------------- | -------------------- |
| Nr                                    | Kolarz                | Miejsce              |
| 171                                   | Luca Mozzato (ITA)    | DNF                  |
| 172                                   | Donavan Grondin (FRA) | DNF                  |
| 173                                   | Léandre Lozouet (FRA) | 115.                 |
| 174                                   | Amaury Capiot (BEL)   | DNS                  |
| 175                                   | Miles Scotson (AUS)   | 99.                  |
| 176                                   | Giosuè Epis (ITA)     | 85.                  |
| 177                                   | Pierre Thierry (FRA)  | 107.                 |
| Dyrektor sportowy : Sébastien Hinault |                       |                      |

| Lotto LOT                         | Lotto LOT                    | Lotto LOT |
| --------------------------------- | ---------------------------- | --------- |
| Nr                                | Kolarz                       | Miejsce   |
| 181                               | Jenno Berckmoes (BEL)        | 30.       |
| 182                               | Sébastien Grignard (BEL)     | 69.       |
| 183                               | Arjen Livyns (BEL)           | 23.       |
| 184                               | Alec Segaert (BEL)           | 47.       |
| 185                               | Steffen De Schuyteneer (BEL) | 41.       |
| 186                               | Brent Van Moer (BEL)         | 46.       |
| 187                               | Baptiste Veistroffer (FRA)   | 116.      |
| Dyrektor sportowy : Tony Gallopin |                              |           |

| Israel-Premier Tech IPT         | Israel-Premier Tech IPT   | Israel-Premier Tech IPT |
| ------------------------------- | ------------------------- | ----------------------- |
| Nr                              | Kolarz                    | Miejsce                 |
| 191                             | Tom Van Asbroeck (BEL)    | 86.                     |
| 192                             | Joseph Blackmore (GBR)    | 37.                     |
| 193                             | Matis Louvel (FRA)        | 21.                     |
| 194                             | Nadav Raisberg (ISR)      | 124.                    |
| 195                             | Michael Schwarzmann (GER) | DNF                     |
| 196                             | Guillaume Boivin (CAN)    | 87.                     |
| 197                             | Jake Stewart (GBR)        | 121.                    |
| Dyrektor sportowy : Steve Bauer |                           |                         |

| Uno-X Mobility UXM                     | Uno-X Mobility UXM             | Uno-X Mobility UXM |
| -------------------------------------- | ------------------------------ | ------------------ |
| Nr                                     | Kolarz                         | Miejsce            |
| 201                                    | Jonas Abrahamsen (NOR)         | 61.                |
| 202                                    | Markus Hoelgaard (NOR) (szosa) | 45.                |
| 203                                    | Erik Nordsæter Resell (NOR)    | DNF                |
| 204                                    | William Blume Levy (DEN)       | 67.                |
| 205                                    | Amund Grøndahl Jansen (NOR)    | DNF                |
| 206                                    | Anders Skaarseth (NOR)         | 122.               |
| 207                                    | Rasmus Tiller (NOR)            | 34.                |
| Dyrektor sportowy : Gino Van Oudenhove |                                |                    |

| Tudor Pro Cycling Team TUD      | Tudor Pro Cycling Team TUD | Tudor Pro Cycling Team TUD |
| ------------------------------- | -------------------------- | -------------------------- |
| Nr                              | Kolarz                     | Miejsce                    |
| 211                             | Matteo Trentin (ITA)       | 14.                        |
| 212                             | Marco Haller (AUT)         | 56.                        |
| 213                             | Petr Kelemen (CZE)         | DNF                        |
| 214                             | Alexander Krieger (GER)    | 108.                       |
| 215                             | Marius Mayrhofer (GER)     | DNF                        |
| 216                             | Rick Pluimers (NED)        | 72.                        |
| 217                             | Fabian Lienhard (SUI)      | 120.                       |
| Dyrektor sportowy : Bart Leysen |                            |                            |

| Team TotalEnergies TEN                | Team TotalEnergies TEN  | Team TotalEnergies TEN |
| ------------------------------------- | ----------------------- | ---------------------- |
| Nr                                    | Kolarz                  | Miejsce                |
| 221                                   | Rayan Boulahoite (FRA)  | 55.                    |
| 222                                   | Alexys Brunel (FRA)     | DNF                    |
| 223                                   | Sandy Dujardin (FRA)    | 42.                    |
| 224                                   | Thomas Gachignard (FRA) | 58.                    |
| 225                                   | Samuel Leroux (FRA)     | 110.                   |
| 226                                   | Geoffrey Soupe (FRA)    | DNF                    |
| 227                                   | Anthony Turgis (FRA)    | 29.                    |
| Dyrektor sportowy : Dominique Arnould |                         |                        |

| Q36.5 Pro Cycling Team Q36     | Q36.5 Pro Cycling Team Q36 | Q36.5 Pro Cycling Team Q36 |
| ------------------------------ | -------------------------- | -------------------------- |
| Nr                             | Kolarz                     | Miejsce                    |
| 231                            | Fabio Christen (SUI)       | 57.                        |
| 232                            | David González López (ESP) | 105.                       |
| 233                            | Kamil Małecki (POL)        | DNF                        |
| 234                            | Nicolò Parisini (ITA)      | 32.                        |
| 235                            | Jannik Steimle (GER)       | 68.                        |
| 236                            | Rory Townsend (IRL)        | 101.                       |
| 237                            | Giacomo Nizzolo (ITA)      | DNF                        |
| Dyrektor sportowy : Jens Zemke |                            |                            |

| Team Flanders-Baloise TFB          | Team Flanders-Baloise TFB | Team Flanders-Baloise TFB |
| ---------------------------------- | ------------------------- | ------------------------- |
| Nr                                 | Kolarz                    | Miejsce                   |
| 241                                | Alex Colman (BEL)         | 79.                       |
| 242                                | Toon Clynhens (BEL)       | DNF                       |
| 243                                | Siebe Deweirdt (BEL)      | 130.                      |
| 244                                | Jonas Geens (BEL)         | 83.                       |
| 245                                | Elias Maris (BEL)         | 111.                      |
| 246                                | Brem Deman (BEL)          | DNF                       |
| 247                                | Dylan Vandenstorme (BEL)  | 104.                      |
| Dyrektor sportowy : Hans De Clercq |                           |                           |

| Alpecin-Deceuninck ADC                  | Alpecin-Deceuninck ADC     | Alpecin-Deceuninck ADC |
| --------------------------------------- | -------------------------- | ---------------------- |
| Nr                                      | Kolarz                     | Miejsce                |
| 1                                       | Mathieu van der Poel (NED) | 1.                     |
| 2                                       | Tobias Bayer (AUT)         | DNF                    |
| 3                                       | Xandro Meurisse (BEL)      | 49.                    |
| 4                                       | Juri Hollmann (GER)        | DNF                    |
| 5                                       | Silvan Dillier (SUI)       | DNF                    |
| 6                                       | Oscar Riesebeek (NED)      | 127.                   |
| 7                                       | Gianni Vermeersch (BEL)    | 16.                    |
| Dyrektor sportowy : Christoph Roodhooft |                            |                        |

| UAE Team Emirates XRG UAD         | UAE Team Emirates XRG UAD   | UAE Team Emirates XRG UAD |
| --------------------------------- | --------------------------- | ------------------------- |
| Nr                                | Kolarz                      | Miejsce                   |
| 11                                | Florian Vermeersch (BEL)    | 24.                       |
| 12                                | Filippo Baroncini (ITA)     | DNF                       |
| 13                                | Mikkel Bjerg (DEN)          | 51.                       |
| 14                                | António Morgado (POR)       | 33.                       |
| 15                                | Juan Sebastián Molano (COL) | DNF                       |
| 16                                | Nils Politt (GER)           | 18.                       |
| 17                                | Tim Wellens (BEL)           | 8.                        |
| Dyrektor sportowy : Marco Marcato |                             |                           |

| Team Visma \| Lease a Bike TVL        | Team Visma \| Lease a Bike TVL | Team Visma \| Lease a Bike TVL |
| ------------------------------------- | ------------------------------ | ------------------------------ |
| Nr                                    | Kolarz                         | Miejsce                        |
| 21                                    | Wout van Aert (BEL)            | 15.                            |
| 22                                    | Edoardo Affini (ITA)           | 78.                            |
| 23                                    | Tiesj Benoot (BEL)             | 20.                            |
| 24                                    | Julien Vermote (BEL)           | DNF                            |
| 25                                    | Matteo Jorgenson (USA)         | 9.                             |
| 26                                    | Dylan van Baarle (NED)         | 65.                            |
| 27                                    | Tosh Van der Sande (BEL)       | 129.                           |
| Dyrektor sportowy : Arthur Van Dongen |                                |                                |

| Soudal Quick-Step SOQ           | Soudal Quick-Step SOQ   | Soudal Quick-Step SOQ |
| ------------------------------- | ----------------------- | --------------------- |
| Nr                              | Kolarz                  | Miejsce               |
| 31                              | Luke Lamperti (USA)     | 39.                   |
| 32                              | Louis Vervaeke (BEL)    | DNF                   |
| 33                              | Gil Gelders (BEL)       | DNF                   |
| 34                              | Casper Pedersen (DEN)   | 4.                    |
| 35                              | Pepijn Reinderink (NED) | 80.                   |
| 36                              | Jordi Warlop (BEL)      | DNF                   |
| 37                              | Dries Van Gestel (BEL)  | DNF                   |
| Dyrektor sportowy : Iljo Keisse |                         |                       |

| Intermarché-Wanty IWA              | Intermarché-Wanty IWA           | Intermarché-Wanty IWA |
| ---------------------------------- | ------------------------------- | --------------------- |
| Nr                                 | Kolarz                          | Miejsce               |
| 41                                 | Biniam Girmay (ERI)             | 22.                   |
| 42                                 | Vito Braet (BEL)                | 31.                   |
| 43                                 | Hugo Page (FRA)                 | 74.                   |
| 44                                 | Jonas Rutsch (GER)              | 53.                   |
| 45                                 | Roel van Sintmaartensdijk (NED) | DNF                   |
| 46                                 | Adrien Petit (FRA)              | DNF                   |
| 47                                 | Taco van der Hoorn (NED)        | 128.                  |
| Dyrektor sportowy : Dimitri Claeys |                                 |                       |

| XDS Astana Team XAT                 | XDS Astana Team XAT      | XDS Astana Team XAT |
| ----------------------------------- | ------------------------ | ------------------- |
| Nr                                  | Kolarz                   | Miejsce             |
| 51                                  | Aaron Gate (NZL)         | 112.                |
| 52                                  | Jewgienij Fiodorow (KAZ) | 13.                 |
| 53                                  | Michele Gazzoli (ITA)    | 43.                 |
| 54                                  | Matteo Malucelli (ITA)   | DNF                 |
| 55                                  | Alessandro Romele (ITA)  | DNS                 |
| 56                                  | Mike Teunissen (NED)     | 10.                 |
| 57                                  | Davide Toneatti (ITA)    | 48.                 |
| Dyrektor sportowy : Laurenzo Lapage |                          |                     |

| Bahrain Victorious TBV           | Bahrain Victorious TBV    | Bahrain Victorious TBV |
| -------------------------------- | ------------------------- | ---------------------- |
| Nr                               | Kolarz                    | Miejsce                |
| 61                               | Matej Mohorič (SLO)       | DNF                    |
| 62                               | Alberto Bruttomesso (ITA) | DNF                    |
| 63                               | Roman Ermakov (RUS)       | 103.                   |
| 64                               | Kamil Gradek (POL)        | 92.                    |
| 65                               | Vlad Van Mechelen (BEL)   | 35.                    |
| 66                               | Robert Stannard (AUS)     | 38.                    |
| 67                               | Fred Wright (GBR)         | 109.                   |
| Dyrektor sportowy : Michał Gołaś |                           |                        |

| Red Bull-Bora-Hansgrohe RBH       | Red Bull-Bora-Hansgrohe RBH | Red Bull-Bora-Hansgrohe RBH |
| --------------------------------- | --------------------------- | --------------------------- |
| Nr                                | Kolarz                      | Miejsce                     |
| 71                                | Laurence Pithie (NZL)       | 73.                         |
| 72                                | Gianni Moscon (ITA)         | DNF                         |
| 73                                | Filip Maciejuk (POL)        | 95.                         |
| 74                                | Mick van Dijke (NED)        | 81.                         |
| 75                                | Sam Welsford (AUS)          | DNF                         |
| 76                                | Oier Lazkano (ESP)          | DNF                         |
| 77                                | Tim van Dijke (NED)         | 19.                         |
| Dyrektor sportowy : Roger Hammond |                             |                             |

| Cofidis COF                          | Cofidis COF             | Cofidis COF |
| ------------------------------------ | ----------------------- | ----------- |
| Nr                                   | Kolarz                  | Miejsce     |
| 81                                   | Aimé De Gendt (BEL)     | 7.          |
| 82                                   | Clément Izquierdo (FRA) | 82.         |
| 83                                   | Oliver Knight (GBR)     | 113.        |
| 84                                   | Jan Maas (NED)          | 97.         |
| 85                                   | Eddy Finé (FRA)         | DNF         |
| 86                                   | Sam Maisonobe (FRA)     | 71.         |
| 87                                   | Ludovic Robeet (BEL)    | 132.        |
| Dyrektor sportowy : Thierry Marichal |                         |             |

| Decathlon-AG2R La Mondiale DAT    | Decathlon-AG2R La Mondiale DAT        | Decathlon-AG2R La Mondiale DAT |
| --------------------------------- | ------------------------------------- | ------------------------------ |
| Nr                                | Kolarz                                | Miejsce                        |
| 91                                | Oliver Naesen (BEL)                   | 12.                            |
| 92                                | Dries De Bondt (BEL)                  | 50.                            |
| 93                                | Sander De Pestel (BEL)                | 66.                            |
| 94                                | Oscar Chamberlain (AUS)               | 98.                            |
| 95                                | Pierre Gautherat (FRA)                | 26.                            |
| 96                                | Rasmus Søjberg Pedersen (DEN) (szosa) | 96.                            |
| 97                                | Aurélien Paret-Peintre (FRA)          | 62.                            |
| Dyrektor sportowy : Julien Jurdie |                                       |                                |

| EF Education-EasyPost EFE         | EF Education-EasyPost EFE | EF Education-EasyPost EFE |
| --------------------------------- | ------------------------- | ------------------------- |
| Nr                                | Kolarz                    | Miejsce                   |
| 101                               | Owain Doull (GBR)         | 44.                       |
| 102                               | Vincenzo Albanese (ITA)   | 36.                       |
| 103                               | Madis Mihkels (EST)       | 88.                       |
| 104                               | Jack Rootkin-Gray (GBR)   | 106.                      |
| 105                               | Harry Sweeny (AUS)        | 63.                       |
| 106                               | Neilson Powless (USA)     | 64.                       |
| 107                               | Max Walker (GBR)          | 126.                      |
| Dyrektor sportowy : Andreas Klier |                           |                           |

| Groupama-FDJ GFC                     | Groupama-FDJ GFC        | Groupama-FDJ GFC |
| ------------------------------------ | ----------------------- | ---------------- |
| Nr                                   | Kolarz                  | Miejsce          |
| 111                                  | Stefan Küng (SUI)       | 6.               |
| 112                                  | Lewis Askey (GBR)       | 75.              |
| 113                                  | Sven Erik Bystrøm (NOR) | 123.             |
| 114                                  | Johan Jacobs (SUI)      | 40.              |
| 115                                  | Olivier Le Gac (FRA)    | DNF              |
| 116                                  | Valentin Madouas (FRA)  | 17.              |
| 117                                  | Clément Russo (FRA)     | 114.             |
| Dyrektor sportowy : Frédéric Guesdon |                         |                  |

| Ineos Grenadiers IGD             | Ineos Grenadiers IGD | Ineos Grenadiers IGD |
| -------------------------------- | -------------------- | -------------------- |
| Nr                               | Kolarz               | Miejsce              |
| 121                              | Filippo Ganna (ITA)  | 3.                   |
| 122                              | Tobias Foss (NOR)    | 125.                 |
| 123                              | Bob Jungels (LUX)    | 54.                  |
| 124                              | Connor Swift (GBR)   | 77.                  |
| 125                              | Joshua Tarling (GBR) | 60.                  |
| 126                              | Ben Turner (GBR)     | DNF                  |
| 127                              | Samuel Watson (GBR)  | 76.                  |
| Dyrektor sportowy : Ian Stannard |                      |                      |

| Lidl-Trek LTK                    | Lidl-Trek LTK             | Lidl-Trek LTK |
| -------------------------------- | ------------------------- | ------------- |
| Nr                               | Kolarz                    | Miejsce       |
| 131                              | Mads Pedersen (DEN)       | 2.            |
| 132                              | Tim Declercq (BEL)        | DNF           |
| 133                              | Alex Kirsch (LUX)         | 52.           |
| 134                              | Toms Skujiņš (LAT)        | 11.           |
| 135                              | Jasper Stuyven (BEL)      | 5.            |
| 136                              | Tim Torn Teutenberg (GER) | 131.          |
| 137                              | Mathias Vacek (CZE)       | DNF           |
| Dyrektor sportowy : Grégory Rast |                           |               |

| Movistar Team MOV                    | Movistar Team MOV         | Movistar Team MOV |
| ------------------------------------ | ------------------------- | ----------------- |
| Nr                                   | Kolarz                    | Miejsce           |
| 141                                  | Iván García Cortina (ESP) | 25.               |
| 142                                  | Mathias Norsgaard (DEN)   | 90.               |
| 143                                  | Jon Barrenetxea (ESP)     | 59.               |
| 144                                  | Carlos Canal (ESP)        | 28.               |
| 145                                  | Iván Romeo (ESP)          | DNF               |
| 146                                  | Lorenzo Milesi (ITA)      | 89.               |
| 147                                  | Gonzalo Serrano (ESP)     | 91.               |
| Dyrektor sportowy : Jürgen Roelandts |                           |                   |

| Team Picnic-PostNL TPP          | Team Picnic-PostNL TPP    | Team Picnic-PostNL TPP |
| ------------------------------- | ------------------------- | ---------------------- |
| Nr                              | Kolarz                    | Miejsce                |
| 151                             | Alexander Edmondson (AUS) | 117.                   |
| 152                             | Enzo Leijnse (NED)        | 119.                   |
| 153                             | Niklas Märkl (GER)        | DNF                    |
| 154                             | Julius van den Berg (NED) | 70.                    |
| 155                             | Tim Naberman (NED)        | DNF                    |
| 156                             | Kevin Vermaerke (USA)     | DNF                    |
| 157                             | Bram Welten (NED)         | 118.                   |
| Dyrektor sportowy : Rudie Kemna |                           |                        |

| Team Jayco AlUla JAY              | Team Jayco AlUla JAY   | Team Jayco AlUla JAY |
| --------------------------------- | ---------------------- | -------------------- |
| Nr                                | Kolarz                 | Miejsce              |
| 161                               | Michael Matthews (AUS) | 27.                  |
| 162                               | Robert Donaldson (GBR) | 100.                 |
| 163                               | Jasha Sütterlin (GER)  | DNF                  |
| 164                               | Patrick Gamper (AUT)   | 102.                 |
| 165                               | Jelte Krijnsen (NED)   | 94.                  |
| 166                               | Kelland O’Brien (AUS)  | 84.                  |
| 167                               | Max Walscheid (GER)    | 93.                  |
| Dyrektor sportowy : Mathew Hayman |                        |                      |

| Arkéa-B&B Hotels ARK                  | Arkéa-B&B Hotels ARK  | Arkéa-B&B Hotels ARK |
| ------------------------------------- | --------------------- | -------------------- |
| Nr                                    | Kolarz                | Miejsce              |
| 171                                   | Luca Mozzato (ITA)    | DNF                  |
| 172                                   | Donavan Grondin (FRA) | DNF                  |
| 173                                   | Léandre Lozouet (FRA) | 115.                 |
| 174                                   | Amaury Capiot (BEL)   | DNS                  |
| 175                                   | Miles Scotson (AUS)   | 99.                  |
| 176                                   | Giosuè Epis (ITA)     | 85.                  |
| 177                                   | Pierre Thierry (FRA)  | 107.                 |
| Dyrektor sportowy : Sébastien Hinault |                       |                      |

| Lotto LOT                         | Lotto LOT                    | Lotto LOT |
| --------------------------------- | ---------------------------- | --------- |
| Nr                                | Kolarz                       | Miejsce   |
| 181                               | Jenno Berckmoes (BEL)        | 30.       |
| 182                               | Sébastien Grignard (BEL)     | 69.       |
| 183                               | Arjen Livyns (BEL)           | 23.       |
| 184                               | Alec Segaert (BEL)           | 47.       |
| 185                               | Steffen De Schuyteneer (BEL) | 41.       |
| 186                               | Brent Van Moer (BEL)         | 46.       |
| 187                               | Baptiste Veistroffer (FRA)   | 116.      |
| Dyrektor sportowy : Tony Gallopin |                              |           |

| Israel-Premier Tech IPT         | Israel-Premier Tech IPT   | Israel-Premier Tech IPT |
| ------------------------------- | ------------------------- | ----------------------- |
| Nr                              | Kolarz                    | Miejsce                 |
| 191                             | Tom Van Asbroeck (BEL)    | 86.                     |
| 192                             | Joseph Blackmore (GBR)    | 37.                     |
| 193                             | Matis Louvel (FRA)        | 21.                     |
| 194                             | Nadav Raisberg (ISR)      | 124.                    |
| 195                             | Michael Schwarzmann (GER) | DNF                     |
| 196                             | Guillaume Boivin (CAN)    | 87.                     |
| 197                             | Jake Stewart (GBR)        | 121.                    |
| Dyrektor sportowy : Steve Bauer |                           |                         |

| Uno-X Mobility UXM                     | Uno-X Mobility UXM             | Uno-X Mobility UXM |
| -------------------------------------- | ------------------------------ | ------------------ |
| Nr                                     | Kolarz                         | Miejsce            |
| 201                                    | Jonas Abrahamsen (NOR)         | 61.                |
| 202                                    | Markus Hoelgaard (NOR) (szosa) | 45.                |
| 203                                    | Erik Nordsæter Resell (NOR)    | DNF                |
| 204                                    | William Blume Levy (DEN)       | 67.                |
| 205                                    | Amund Grøndahl Jansen (NOR)    | DNF                |
| 206                                    | Anders Skaarseth (NOR)         | 122.               |
| 207                                    | Rasmus Tiller (NOR)            | 34.                |
| Dyrektor sportowy : Gino Van Oudenhove |                                |                    |

| Tudor Pro Cycling Team TUD      | Tudor Pro Cycling Team TUD | Tudor Pro Cycling Team TUD |
| ------------------------------- | -------------------------- | -------------------------- |
| Nr                              | Kolarz                     | Miejsce                    |
| 211                             | Matteo Trentin (ITA)       | 14.                        |
| 212                             | Marco Haller (AUT)         | 56.                        |
| 213                             | Petr Kelemen (CZE)         | DNF                        |
| 214                             | Alexander Krieger (GER)    | 108.                       |
| 215                             | Marius Mayrhofer (GER)     | DNF                        |
| 216                             | Rick Pluimers (NED)        | 72.                        |
| 217                             | Fabian Lienhard (SUI)      | 120.                       |
| Dyrektor sportowy : Bart Leysen |                            |                            |

| Team TotalEnergies TEN                | Team TotalEnergies TEN  | Team TotalEnergies TEN |
| ------------------------------------- | ----------------------- | ---------------------- |
| Nr                                    | Kolarz                  | Miejsce                |
| 221                                   | Rayan Boulahoite (FRA)  | 55.                    |
| 222                                   | Alexys Brunel (FRA)     | DNF                    |
| 223                                   | Sandy Dujardin (FRA)    | 42.                    |
| 224                                   | Thomas Gachignard (FRA) | 58.                    |
| 225                                   | Samuel Leroux (FRA)     | 110.                   |
| 226                                   | Geoffrey Soupe (FRA)    | DNF                    |
| 227                                   | Anthony Turgis (FRA)    | 29.                    |
| Dyrektor sportowy : Dominique Arnould |                         |                        |

| Q36.5 Pro Cycling Team Q36     | Q36.5 Pro Cycling Team Q36 | Q36.5 Pro Cycling Team Q36 |
| ------------------------------ | -------------------------- | -------------------------- |
| Nr                             | Kolarz                     | Miejsce                    |
| 231                            | Fabio Christen (SUI)       | 57.                        |
| 232                            | David González López (ESP) | 105.                       |
| 233                            | Kamil Małecki (POL)        | DNF                        |
| 234                            | Nicolò Parisini (ITA)      | 32.                        |
| 235                            | Jannik Steimle (GER)       | 68.                        |
| 236                            | Rory Townsend (IRL)        | 101.                       |
| 237                            | Giacomo Nizzolo (ITA)      | DNF                        |
| Dyrektor sportowy : Jens Zemke |                            |                            |

| Team Flanders-Baloise TFB          | Team Flanders-Baloise TFB | Team Flanders-Baloise TFB |
| ---------------------------------- | ------------------------- | ------------------------- |
| Nr                                 | Kolarz                    | Miejsce                   |
| 241                                | Alex Colman (BEL)         | 79.                       |
| 242                                | Toon Clynhens (BEL)       | DNF                       |
| 243                                | Siebe Deweirdt (BEL)      | 130.                      |
| 244                                | Jonas Geens (BEL)         | 83.                       |
| 245                                | Elias Maris (BEL)         | 111.                      |
| 246                                | Brem Deman (BEL)          | DNF                       |
| 247                                | Dylan Vandenstorme (BEL)  | 104.                      |
| Dyrektor sportowy : Hans De Clercq |                           |                           |

Legenda: DNF – nie ukończył, OTL – przekroczył limit czasu, DNS – nie wystartował, DSQ – zdyskwalifikowany.

## Klasyfikacja generalna
| \| Klasyfikacja generalna \| Klasyfikacja generalna \| Klasyfikacja generalna \| Klasyfikacja generalna \| Klasyfikacja generalna \| \| Kolarz \| Kolarz \| Państwo \| Drużyna \| Czas \| \| ---------------------- \| ---------------------- \| ---------------------- \| -------------------------- \| ---------------------- \| \| 1. \| Mathieu van der Poel \| Holandia \| Alpecin-Deceuninck \| 4h 38' 11" \| \| 2. \| Mads Pedersen \| Dania \| Lidl-Trek \| + 1' 05" \| \| 3. \| Filippo Ganna \| Włochy \| Ineos Grenadiers \| + 2' 04" \| \| 4. \| Casper Pedersen \| Dania \| Soudal Quick-Step \| + 2' 33" \| \| 5. \| Jasper Stuyven \| Belgia \| Lidl-Trek \| + 2' 33" \| \| 6. \| Stefan Küng \| Szwajcaria \| Groupama-FDJ \| + 2' 33" \| \| 7. \| Aimé De Gendt \| Belgia \| Cofidis \| + 2' 33" \| \| 8. \| Tim Wellens \| Belgia \| UAE Team Emirates XRG \| + 2' 35" \| \| 9. \| Matteo Jorgenson \| Stany Zjednoczone \| Team Visma \\| Lease a Bike \| + 2' 38" \| \| 10. \| Mike Teunissen \| Holandia \| XDS Astana Team \| + 2' 43" \| |                      |                   |                            |            |
| |                      |                   |                            |            |
| Źródło: ProCyclingStats |                      |                   |                            |            |
| Klasyfikacja generalna |                      |                   |                            |            |
| Kolarz | Kolarz               | Państwo           | Drużyna                    | Czas       |
| 1. | Mathieu van der Poel | Holandia          | Alpecin-Deceuninck         | 4h 38' 11" |
| 2. | Mads Pedersen        | Dania             | Lidl-Trek                  | + 1' 05"   |
| 3. | Filippo Ganna        | Włochy            | Ineos Grenadiers           | + 2' 04"   |
| 4. | Casper Pedersen      | Dania             | Soudal Quick-Step          | + 2' 33"   |
| 5. | Jasper Stuyven       | Belgia            | Lidl-Trek                  | + 2' 33"   |
| 6. | Stefan Küng          | Szwajcaria        | Groupama-FDJ               | + 2' 33"   |
| 7. | Aimé De Gendt        | Belgia            | Cofidis                    | + 2' 33"   |
| 8. | Tim Wellens          | Belgia            | UAE Team Emirates XRG      | + 2' 35"   |
| 9. | Matteo Jorgenson     | Stany Zjednoczone | Team Visma \| Lease a Bike | + 2' 38"   |
| 10. | Mike Teunissen       | Holandia          | XDS Astana Team            | + 2' 43"   |